# Dar Zahran
Dar Zahran es un edificio patrimonial situado en Ramala, Palestina, siendo uno de los edificios más antiguos de la ciudad. 

## Historia
Ha sido propiedad de la familia Ramallite Dar Zahran Jaghab durante 250 años. Ha servido como casa familiar, cámara de invitados y lugar de residencia del jefe de la ciudad a lo largo de los años.
Se encuentra situado en el centro de la ciudad, en la Ciudad Vieja. Fue restaurado y se convirtió en museo en 1990. Muestra fotografías antiguas de la ciudad desde 1850 hasta 1979, además de exponer obras de arte contemporáneo.